# Universidad de las Américas (Ecuador)
La Universidad de Las Américas (UDLA) de Ecuador es una universidad privada fundada en 1995 en la ciudad de Quito. Es la primera universidad global del Ecuador. 
Es la única universidad en Ecuador con acreditación internacional en Estados Unidos con la Western Association of Schools and Colleges Senior College and University Commission (WSCUC), desde 2016.

## Historia
La Universidad de Las Américas de Ecuador fue fundada el 21 de noviembre de 1995 por académicos ecuatorianos y chilenos, a través de Decreto Ejecutivo N.º. 3272. Su estatuto fue aprobado en mayo de 2001 por el Consejo Nacional de Educación Superior.
La Universidad inició su actividad académica con dos facultades: Facultad de Ciencias Económicas y Administrativas; y, la Facultad de Arquitectura y Diseño. En un corto tiempo se amplió la oferta académica a través de las Facultades y Escuelas de: Comunicación y Artes Audiovisuales, Derecho, Ingenierías y Ciencias Aplicadas, Psicología, Gastronomía, Hospitalidad, Educación, Salud, Odontología y Música. 

## Misión
Formar personas competentes, emprendedoras y con visión internacional - global, comprometidas con la sociedad y basadas en principios y valores éticos.

## Visión
Ser un modelo de referencia en la educación superior ecuatoriana, que sirva a un público amplio y diverso a través de la excelencia académica, la gestión de calidad y el servicio excepcional, con tecnología de vanguardia. Generar, principalmente, conocimiento relevante para el desarrollo del país.

## Programas académicos
En la actualidad, la UDLA ofrece 37 carreras de pregrado distribuidas en modalidades presenciales, semipresenciales y nocturnas. 
La oferta de educación de posgrado de la UDLA consta de 26 programas de maestría y especializaciones divididos en las facultades de Derecho, Odontología, Ciencias Económicas y Administrativas, Ciencias de la Salud y Escuela de Negocios. Además, de una oferta de Educación Continua.
En lo que respecta a cursos de Educación Continua la UDLA ofrece anualmente entre 25 y 30 cursos. Bajo esta modalidad la UDLA es la única Universidad ecuatoriana con un acuerdo con el Tecnológico de Monterrey de México.

## Campus
Actualmente la UDLA posee cuatro campus, todos dentro del distrito metropolitano de Quito: Granados, Colón, UDLA Park y Granja Nono.
El campus Granados está ubicado entre Av. de los Granados y Colimes en el norte de la ciudad. Alberga el museo en honor al expresidente de la República del Ecuador, Arq. Sixto Durán-Ballén, inaugurado el 23 de febrero de 2010.
El campus UDLA Park está ubicado en la vía a Nayón y debido a su moderna extensión, es el campus más nuevo de la universidad. Este edificio recibió la Certificación Ecuatoriana Punto Verde por Construcciones Sostenibles.

## Facultades y Escuelas
PREGRADO
Facultad de Medicina
- Medicina

Facultad de Odontología
- Odontología

Facultad de Arquitectura y Diseño
- Arquitectura
- Diseño de Interiores
- Diseño de Productos

Facultad de Derecho
- Derecho

Facultad de Ciencias de la Salud
- Enfermería
- Fisioterapia
- Medicina Veterinaria

Facultad de Comunicación y Artes Audiovisuales
- Cine
- Comunicación
- Diseño Gráfico
- Multimedia y Producción Audiovisual
- Periodismo
- Publicidad

Facultad de Ciencias Económicas y Administrativas
- Administración de empresas
- Administración de empresas modalidad dual
- Economía
- Finanzas
- Marketing
- Negocios Digitales
- Negocios Deportivos
- Negocios Internacionales

Facultad de Ingeniería y Ciencias Aplicadas
- Ingeniería Agroindustrial
- Ingeniería Ambiental
- Ingeniería en Biotecnología
- Ingeniería en Electrónica y Automatización
- Ingeniería Industrial
- Ingeniería de Software
- Ingeniería en Sonido y Acústica
- Ingeniería en Tecnologías de la Información
- Ingeniería en Telecomunicaciones

Escuela de Psicología
- Psicología
- Psicología Clínica
- Educación

Escuela de Música
- Artes musicales

Escuela de Gastronomía
- Gastronomía

Escuela de Hospitalidad y Turismo
- Hospitalidad y Hotelería
- Turismo

Escuela de Ciencias Políticas y Relaciones Internacionales
- Ciencias Políticas
- Relaciones Internacionales

POSGRADO
Facultad de Derecho
- Maestría en Derecho Procesal Constitucional

Facultad de Posgrados
- Maestría en Urbanismo con mención en gestión de la ciudad
- Maestría en Comunicación Política
- Maestría en Desarrollo e innovación de alimentos
- Maestría en Dirección y postproducción audiovisual digital
- Maestría en Dirección de comunicación empresarial e institucional
- Maestría en Agroindustria, mención calidad y seguridad alimentaria
- Maestría en Dirección de Operaciones y Seguridad industrial
- Maestría en Gerencia de sistemas y tecnología empresarial
- Maestría en Gestión de la Seguridad de la información
- Maestría en Gestión del Talento Humano, mención desarrollo organizacional
- Maestría en Seguridad y Salud Ocupacional

Facultad de Odontología
- Especialización en Endodoncia

Facultad de Ciencias Económicas y Administrativas
- Maestría en Econometría

Facultad de Ciencias de la Salud
- Maestría en Terapia respiratoria
- Maestría en Enfermería
- Especialización en Anestesiología
- Maestría en Terapia manual ortopédica integral

Escuela de Negocios
- Maestría en Mercadotecnia, mención estrategia digital
- Maestría en Mercadotecnia, mención en gerencia de marca
- Maestría en Gerencia de instituciones de salud
- Maestría en Finanzas, mención en Mercado de valores y banca
- Maestría en Comercio, mención en emprendimiento e innovación
- Maestría en Administración y gerencia organizacional
- Maestría en Gestión de proyectos
- Maestría en Administración de Empresas – MBA

EDUCACIÓN CONTINUA
- Diplomado internacional CEO training actualización directiva
- Logística integrada y compras 4.0: Digital Supply Chain
- Dirección comercial y de marketing
- Dirección y administración de proyectos
- Design thinking & customer experience
- Marketing para nuevas tecnologías (TICS & IA)
- Diplomado internacional uso terapéutico del cannabis medicinal
- Control de gestión y business analytics. Chartered controller analyst – CCA
- Diplomado en filosofía, política y economía
- Diplomado en gerencia del talento humano – enfoque HR business partner
- Diplomado en gobernanza estratégica, participación ciudadana y gestión política
- Certificación agilidad organizacional y gestión del cambio
- Curso de formación de gerente emprendedor
- Programa ejecutivo UDLA/FEF/FIFA/CIES
- Full Stack Python (Coding Dojo)
- Escuela de Español (Instituto Cervantes)

## Acreditación Nacional
En el ámbito local, en 2009 obtuvo por primera vez su acreditación institucional del Consejo Nacional de Evaluación y Acreditación (CONEA), que en ese entonces era el ente encargado de llevar a cabo este tipo de procesos. 
Posteriormente, en 2013, bajo un nuevo esquema local, se ratificó la acreditación institucional por cinco años ante el que, actualmente, es el organismo estatal encargado de los procesos de aseguramiento de la calidad: Consejo de Aseguramiento de la Calidad de la Educación Superior (CACES). 
De igual manera, la UDLA se ha preocupado permanentemente porque sus carreras cuenten con acreditaciones locales e internacionales. Es así que la Universidad ha superado satisfactoriamente todos los procesos de acreditación que el ente estatal ha llevado a cabo hasta la fecha. La carrera de Medicina fue acreditada en 2015 y la carrera de Odontología en 2016, mientras que Derecho y Enfermería la obtuvieron en el año 2018.

## Acreditación Internacional
En el 2010, de forma voluntaria y consciente de lo importante que es para una institución medirse con estándares internacionales, la UDLA decidió enfrentar un arduo proceso de acreditación institucional con todas las exigencias de la Western Association of Schools and Colleges Senior College and University Commission (WSCUC), agencia de acreditación internacional de Estados Unidos, que brinda sus servicios a un amplio número de instituciones públicas y privadas de educación superior, acreditando hasta la fecha, a cerca de 170 universidades del mundo. 
La UDLA culminó con éxito este proceso en 2016 y se convirtió en la primera universidad de Ecuador con este sello de calidad mundial. En Latinoamérica existen solo diez instituciones de educación superior que cuentan con este aval. 
En cuanto a las acreditaciones por carrera con agencias internacionales, la UDLA decidió trabajar con la Agencia Acreditadora de Chile desde 2014 y hasta la fecha se han acreditado seis de sus programas con esta entidad.

## Certificaciones ambientales
En el 2021, ll campus UDLAPark II recibió la certificación ambiental Excellence in Design For Greater Efficencies (EDGE, por sus siglas en inglés), reconocimiento que se otorga a construcciones que cumplen con estándares internacionales de sostenibilidad ambiental. Con ello, la UDLA se convirtió en la primera universidad del país en recibir esta certificación y una de ocho a nivel mundial.
En el 2019, la UDLA mereció la certificación ambiental Punto Verde que otorga el Ministerio de Ambiente del Ecuador (MAE), en la categoría construcción sostenible, y con esto el campus UDLA Park, se convirtió en el primer edificio sostenible del país y en la primera universidad que recibe esta certificación.
Entre 2016 y 2018, la UDLA obtuvo la Distinción Ambiental Metropolitana Quito Sostenible, por sus buenas prácticas para proteger al ambiente en los campus Granados, UDLA Park y la Granja Nono.
Entre la labor de cada uno de los campus estuvieron: eficiencia energética, tratamiento de aguas, espacios verdes, ventilación natural, son algunas de las iniciativas ambientales que fueron reconocidas por el Municipio de Quito a través de su Secretaría de Ambiente.

## Resultados en el Examen de Habilitación Profesional
La Universidad de Las Américas demostró un desempeño académico sobresaliente en el Examen de Habilitación Profesional para el ejercicio de la Medicina, administrado por el CACES en octubre de 2024. De los 238 evaluados de la carrera de Medicina, 210 obtuvieron una calificación aprobatoria, lo que representa una tasa de éxito del 88,24 %. Este resultado no solo refleja el alto nivel de preparación de los estudiantes, sino también la solidez institucional del programa de Medicina de la UDLA, que ha sabido consolidarse como uno de los referentes en la educación médica privada del Ecuador. Su enfoque pedagógico moderno, centrado en competencias clínicas, integración temprana al entorno hospitalario y un acompañamiento académico personalizado, han sido factores claves en el logro alcanzado. 

## Rankings
- La UDLA ha sido considera por varios rankings a nivel nacional e internacional:
- 5 estrellas en el QS Stars World University Rankings en el 2015, una de las agencias de ranking universitario más importantes del mundo, midió el funcionamiento, objetivos, visión y oportunidades que ofrecen las universidades a sus estudiantes.
- El SCImago Institutions Ranking calificó a la UDLA como la 5.ª institución de educación superior, con mejor desempeño investigativo en el país en el 2019. Esto se debió a los más de 460 artículos en diferentes revistas científicas indexadas en ese año.
- Dentro de las 100 mejores universidades en el The Times Higher Education en el 2020. Este ranking mide la calidad académica de las mejores universidades de la región de América Latina y el Caribe.[10]
- Primer lugar en innovación y segundo en investigación a nivel nacional en el SCImago Journal Rank (SJR) 2020, ranking que mide la influencia científica de las revistas académicas, por el número de citas en otros medios como periódicos o revistas de importancia.[11]
- Segundo lugar en el Ranking Web de Universidades (webometrics) en el 2021, a nivel nacional. Este ranking midió: el número de artículos científicos que están dentro del 10% más citado en 26 disciplinas académicas, número de citas en Google Scholar, número de redes externas que enlazan con la página web de la Universidad y el tamaño del dominio web principal de la Universidad medido por el número de páginas incluidos subdominios.
- Primer lugar a nivel nacional en el SCImago Journal Rank (SJR) 2022; además, primer lugar en investigación y segundo lugar en impacto social.[12]